# Contea di Wilson (Texas)
La contea di Wilson in inglese Wilson County è una contea dello Stato del Texas, negli Stati Uniti. La popolazione al censimento del 2010 era di 42 918 abitanti. Il capoluogo di contea è Floresville. Il nome della contea deriva da James Charles Wilson, uno dei primi coloni texani, divenuto successivamente legislatore di stato.

## Geografia
| Anno | Popolazione | ±%     |
| ---- | ----------- | ------ |
| 1870 | 2,556       | Note:  |
| 1880 | 7,118       | 178.5% |
| 1890 | 10,655      | 49.7%  |
| 1900 | 13,961      | 31.0%  |
| 1910 | 17,066      | 22.2%  |
| 1920 | 17,289      | 1.3%   |
| 1930 | 17,606      | 1.8%   |
| 1940 | 17,066      | −3.1%  |
| 1950 | 14,672      | −14.0% |
| 1960 | 13,267      | −9.6%  |
| 1970 | 13,041      | −1.7%  |
| 1980 | 16,756      | 28.5%  |
| 1990 | 22,650      | 35.2%  |
| 2000 | 32,408      | 43.1%  |
| 2010 | 42,918      | 32.4%  |

Secondo l'Ufficio del censimento degli Stati Uniti d'America la contea ha un'area totale di 808 miglia quadrate (2090 km²), di cui 804 miglia quadrate (2080 km²) sono terra, mentre 4,7 miglia quadrate (12 km², corrispondenti allo 0,6% del territorio) sono costituiti dall'acqua.

### Strade principali
- U.S. Highway 87
- U.S. Highway 181
- State Highway 97

### Contee adiacenti
- Guadalupe County (nord)
- Gonzales County (nord-est)
- Karnes County (sud-est)
- Atascosa County (sud-ovest)
- Bexar County (nord-ovest)